# 황보신의
《황보신의》(중국어 간체자: 皇甫神医, 정체자: 皇甫神醫, 병음: Huáng fǔ shén yī 황푸선이[*])는 중국의 텔레비전 드라마이다.

## 등장 인물
- 진호민 (陳浩民) : 황보밀 역
- 번소황 (樊少皇): 포준 (布准) 역
- 왕어우 : 향령 (香苓) 역
- 저우팡 (周放): 영혜 (英慧) 역
- 초은준 (焦恩俊): 황제 역